# Topaze (foguete)
O Topaze (palavra francesa para topázio), também conhecido como VE111, foi um foguete de sondagem
mono estágio Francês, que tinha o mesmo diâmetro do seu antecessor, o Agate, porém, mais curto e usando um composto combustível mais potente.
Esse motor, chamado Soleil era composto por 1.500 kg de Isolan, um composto sólido de Alúmen de amônio e PBLH.
O foguete Topaze, foi o primeiro fabricado pela SEREB (Société pour l'étude et la réalisation d'engins balistiques), com capacidade de controle de atitude em
voo, usando bocais que se movimentavam nos dois eixos.

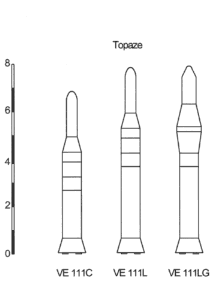
O foguete de sondagem Topaze e suas variações.

Com essa capacidade de controle de atitude em voo, o Topaze era lançado a partir de uma mesa de lançamento e não mais uma rampa, como seus antecessores. Ele deveria
ser usado como segundo estágio no futuro foguete Saphir, mas para isso, seriam necessários mais 700 kg de combustível. Com isso, duas novas versões foram criadas:
a VE111C (curta), usando o motor NA802 e a VE111L (longa), com o motor NA803. Vários lançamentos do VE111C com pequenas variações foram efetuados entre
1962 e 1964. Uma terceira versão, a VE111LG (longa e guiada), foi testada com sucesso em 1965.